# Asiatische Langschwanz-Klettermaus
Die Asiatische Langschwanz-Klettermaus (Vandeleuria oleracea) ist eine Säugetierart aus der Gattung der Langschwanz-Klettermäuse (Vandeleuria) innerhalb der Nagetiere (Rodentia). Sie ist über weite Teile Süd- und Südostasiens verbreitet.

## Merkmale
Die Asiatische Langschwanz-Klettermaus erreicht eine Kopf-Rumpf-Länge von 6,1 bis 9,0 Zentimetern und eine Schwanzlänge von 9,2 bis 11,0 Zentimetern. Die Hinterfußlänge beträgt 17 bis 18 Millimeter und die Ohrlänge 11 bis 16 Millimeter. Die Länge des Schwanzes ist deutlich größer als die restliche Körperlänge und erreicht durchschnittlich die 1,5-fache Kopf-Rumpf-Länge. Das Rückenfell ist matt rostrot bis hell rotbraun, die Bauchseite hell cremeweiß. Der Schwanz ist einfarbig braun und erscheint nackt. An den Vorder- und Hinterfüßen sind die ersten und fünften Zehen kürzer als die dritten und vierten und tragen abgeflachte Nägel. Die Weibchen haben vier Paar Zitzen, davon je zwei Paar im Brustbereich und zwei Paar in der Leistenregion.

## Verbreitung
Das Verbreitungsgebiet der Asiatischen Langschwanz-Klettermaus reicht vom Süden der chinesischen Provinz Yunnan nach Süd- und Südostasien. In Südasien kommt die Art von Nepal und Bhutan über Teile von Indien bis Bangladesch und Sri Lanka vor. Die Höhenverbreitung liegt dabei zwischen 200 und 1500 Metern. In Südostasien lebt sie in Myanmar, in Thailand nördlich des Isthmus von Kra, im Südwesten von Kambodscha sowie wahrscheinlich in Laos und Teilen von Vietnam.

## Lebensweise
Die Asiatische Langschwanz-Klettermaus ist strikt nachtaktiv und lebt in der Vegetation in Waldgebieten und an Waldrändern. Sie bevorzugt dichte Vegetation wie Bäume, dichtes Gebüsch, Unterholz und dichte Grasbestände, dabei sind die Tiere auch aus Zuckerrohrplantagen in Laos und Ernteresten von Erdnussplantagen in Myanmar dokumentiert. In Südasien lebt sie zudem in trockenen Laubwäldern mit Bambusbeständen, in feuchten Laubwäldern und in gemäßigten Mischwäldern. Die Tiere ernähren sich vor allem von Früchten, Knospen und Blüten. Sie bauen Nester aus Gras im Geäst von Bäumen und Gebüschen in mehreren Metern Höhe. Der Wurf besteht aus drei bis sechs Jungtieren.

## Systematik
Die Asiatische Langschwanz-Klettermaus wird als eigenständige Art innerhalb der Langschwanz-Klettermäuse (Gattung Vandeleuria) eingeordnet, die aus drei Arten besteht. Die wissenschaftliche Erstbeschreibung erfolgte durch den Naturforscher George Bennett im Jahr 1832, der die Art anhand von Individuen aus der Dekkan-Region in Südindien beschrieb.

## Gefährdung und Schutz
Die Art wird von der International Union for Conservation of Nature and Natural Resources (IUCN) aufgrund des großen Verbreitungsgebiets und der hohen angenommenen Bestandszahlen als nicht gefährdet („least concern“) eingestuft. Bedrohungen für die Bestände sind nicht bekannt, sie ist zudem sehr anpassungsfähig gegenüber Lebensraumveränderungen.

## Belege
1. 1 2 3 4  Indomalayan Vendelauria. In: Andrew T. Smith, Yan Xie: A Guide to the Mammals of China. 2008, S. 272–273.
2. 1 2 3  Vandeleuria oleracea in der Roten Liste gefährdeter Arten der IUCN 2015-4. Eingestellt von: S. Molur, P.O. Nameer, D. Lunde, K. Aplin, 2008. Abgerufen am 20. Dezember 2015.
3. 1 2   Vandeleuria oleracea (Memento vom 22. Dezember 2015 im Internet Archive). In: Don E. Wilson, DeeAnn M. Reeder (Hrsg.): Mammal Species of the World. A taxonomic and geographic Reference. 2 Bände. 3. Auflage. Johns Hopkins University Press, Baltimore MD 2005, ISBN 0-8018-8221-4.